# فوتبال تاچ (راگبی لیگ)
فوتبال تاچ (راگبی لیگ) (به انگلیسی: Touch football (rugby league)) زیرشاخه ای از دسته ورزش‌های راگبی است. پیدایش این ورزش به استرالیا باز می گردد. این ورزش توسط لیگ سیدنی جنوب در دههٔ ۱۹۶۰ ابداع شد. 